# Fédération mondiale des Hongrois
La Fédération mondiale des Hongrois (en hongrois : Magyarok Világszövetsége, MVSz) est une organisation nationaliste dont la vocation est de veiller à l'unité du peuple hongrois et de défendre les intérêts de la magyarité dans le monde. 

## Historique
Créée en 1938 lors du deuxième Congrès mondial magyar, la fédération a longtemps été proche des clergés chrétiens de Hongrie, mais également de la droite conservatrice. 
Après la Seconde Guerre mondiale, le MVSz est chargé de maintenir le contact avec la diaspora hongroise émigrée dans les pays du bloc de l'Ouest et édite à cet effet la publication Magyar Hírek. La fédération connait un nouvel essor après la chute du communisme en 1990, notamment sous l'impulsion de Sándor Csoóri, à qui l'on doit l'idée d'une chaîne de télévision internationale en langue hongroise Duna Televízió. 
La Fédération mondiale des Hongrois a son siège social dans la Maison des Hongrois (Magyarok Háza) à Budapest. Elle partage ses locaux avec de nombreuses associations très proche de l'extrême-droite irrédentiste. 
En 2001, en Belgique, l'Association des Hongrois de la province de Liège est créée, réunissant entre autres une centaine de membres de la Fédération mondiales des Hongrois. En 2004, la fédération obtient les 200 000 signatures nécessaires pour faire voter un référendum en Hongrie visant à trancher sur la naturalisation de 3,5 millions de citoyens étrangers mais se disant de nationalité hongroise. En mars 2009, la Fédération mondiale des Hongrois adhère à l'Union européenne des peuples exilés et expulsés. En juin 2010, 350 Hongrois ralliés à la Fédération mondiale des Hongrois se réunissent à Versailles devant le Grand Trianon pour manifester contre le traité de Trianon de 1920 à l'origine de la partition de l'empire austro-hongrois. Certains membres de la Garde hongroise(organisation paramilitaire interdite en Hongrie) y participent,.

### Pages connexes
- Grande Hongrie